# Saint-Christophe-et-le-Laris
Saint-Christophe-et-le-Laris is een gemeente in het Franse departement Drôme (regio Auvergne-Rhône-Alpes) en telt 381 inwoners (2005). De plaats maakt deel uit van het arrondissement Valence.

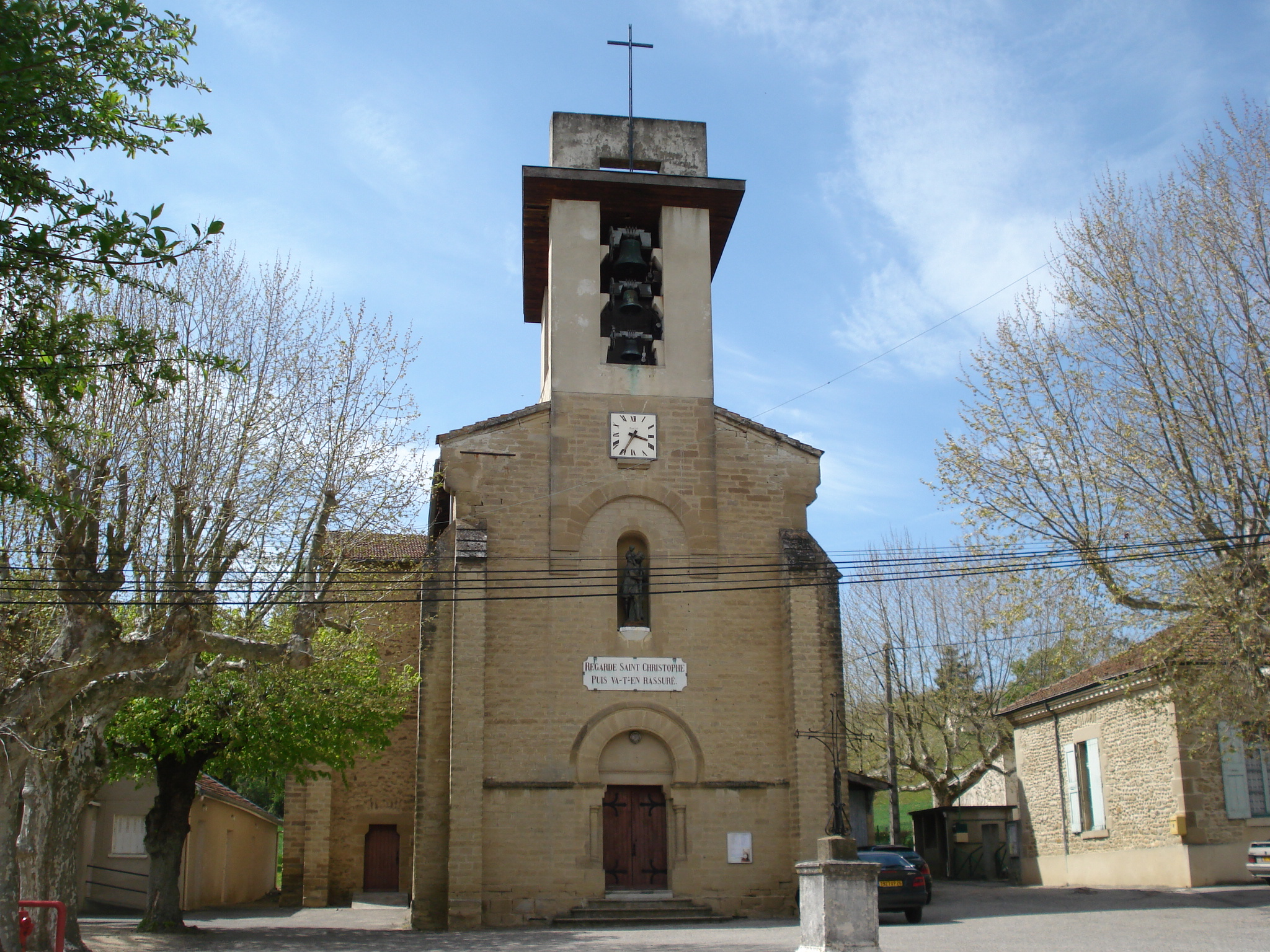
Kerk van Saint-Christophe-et-le-Laris

## Geografie
De oppervlakte van Saint-Christophe-et-le-Laris bedraagt 11,4 km², de bevolkingsdichtheid is 33,4 inwoners per km².

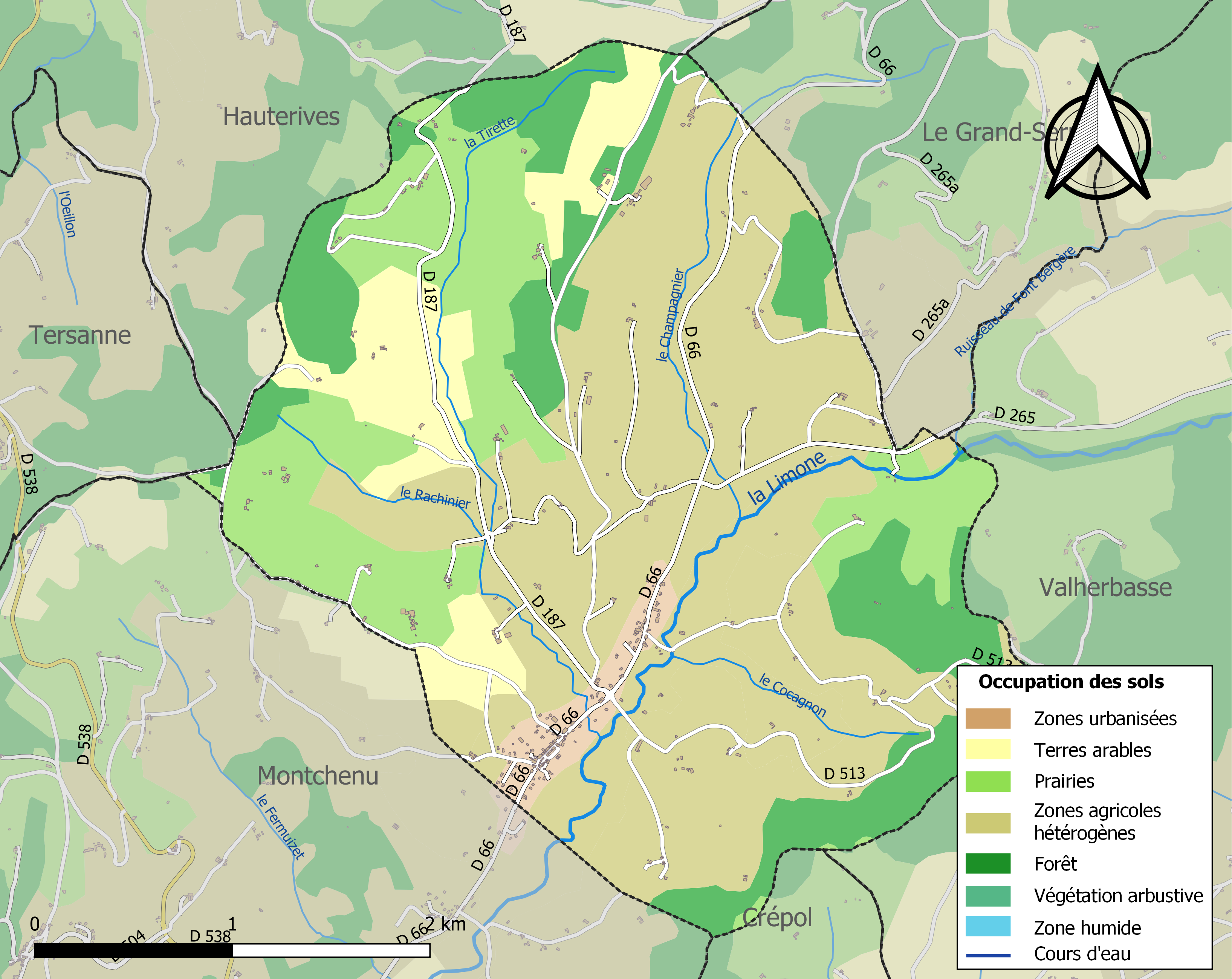
Kaart van de gemeente met belangrijkste infrastructuur, bodemgebruik en omliggende gemeenten

## Demografie
Onderstaande figuur toont het verloop van het inwonertal (bron: INSEE-tellingen).